# Жеюс-д’Арзак
Жею́с-д’Арза́к (фр. Géus-d'Arzacq) — коммуна во Франции, находится в регионе Аквитания. Департамент — Атлантические Пиренеи. Входит в состав кантона Арти-э-Пеи-де-Субестр. Округ коммуны — По.
Код INSEE коммуны — 64243.

## География
Коммуна расположена приблизительно в 640 км к югу от Парижа, в 155 км южнее Бордо, в 24 км к северо-западу от По.
На северо-востоке коммуны протекает река Люи-де-Беарн.

### Климат
Климат тёплый океанический. Зима мягкая, средняя температура января — от +5°С до +13°С, температуры ниже −10 °C бывают редко. Снег выпадает около 15 дней в году с ноября по апрель. Максимальная температура летом порядка 20-30 °C, выше 35 °C бывает очень редко. Количество осадков высокое, порядка 1100 мм в год. Характерна безветренная погода, сильные ветры очень редки.

## Население
Население коммуны на 2016 год составляло 201 человека.
| 1962 | 1968 | 1975 | 1982 | 1990 | 1999 | 2010 | 2013 | 2016 |
| ---- | ---- | ---- | ---- | ---- | ---- | ---- | ---- | ---- |
| 116  | 125  | 127  | 120  | 128  | 123  | 182  | 205  | 201  |

## Администрация
| Период | Период | Фамилия        | Партия | Примечания |
| ------ | ------ | -------------- | ------ | ---------- |
| 1995   | 2001   | Жорж Ларкье    |        |            |
| 2001   | 2014   | Ги Барюс       |        |            |
| 2014   | 2020   | Фредерик Лазай |        |            |

## Экономика
В 2010 году среди 104 человек трудоспособного возраста (15-64 лет) 76 были экономически активными, 28 — неактивными (показатель активности — 73,1 %, в 1999 году было 79,0 %). Из 76 активных жителей работали 72 человека (42 мужчины и 30 женщин), безработных было 4 (2 мужчин и 2 женщины). Среди 28 неактивных 13 человек были учениками или студентами, 6 — пенсионерами, 9 были неактивными по другим причинам.

## Достопримечательности
- Церковь Нотр-Дам (1709 год)[4]

## Фотогалерея

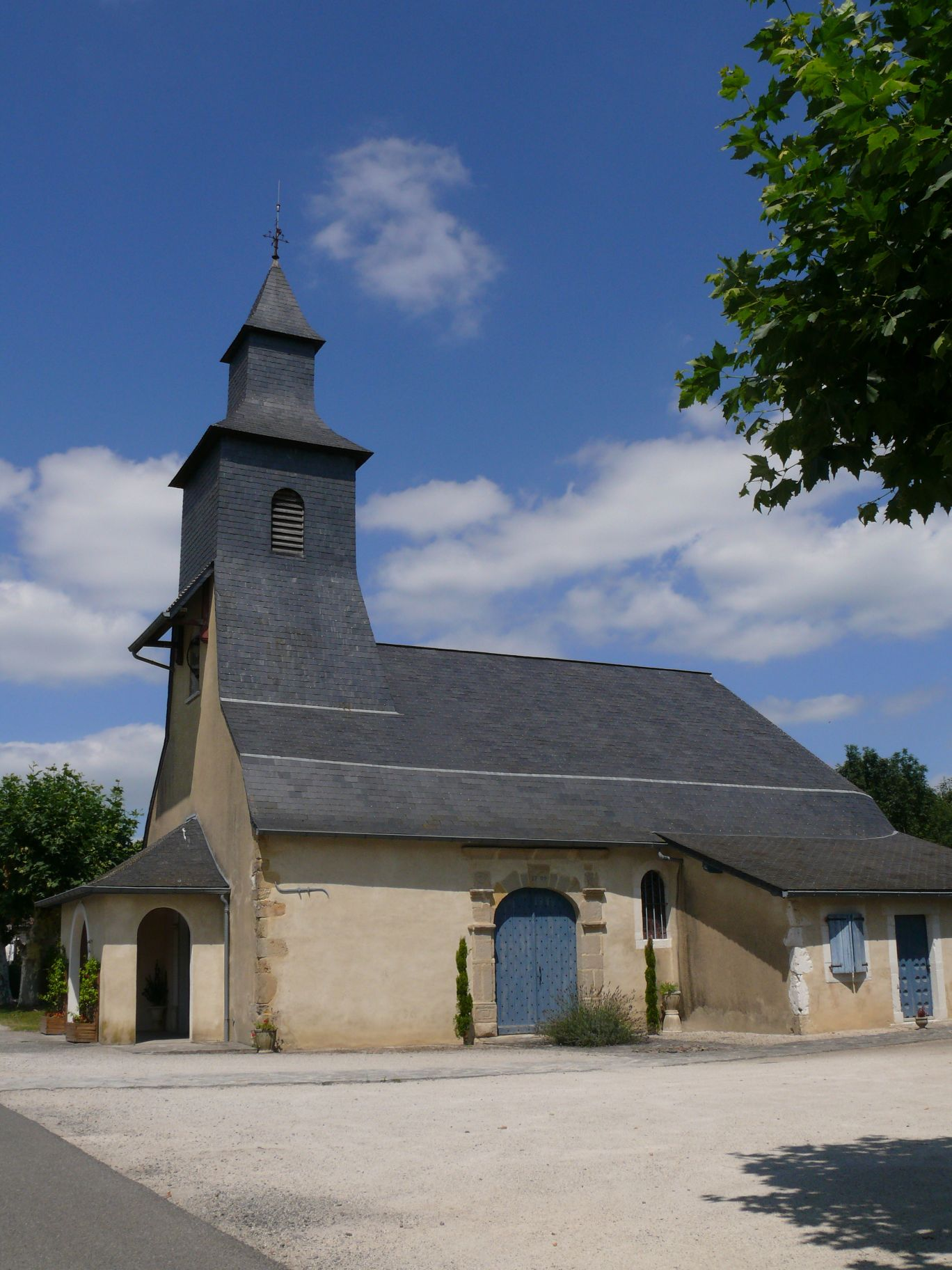
Церковь Нотр-Дам
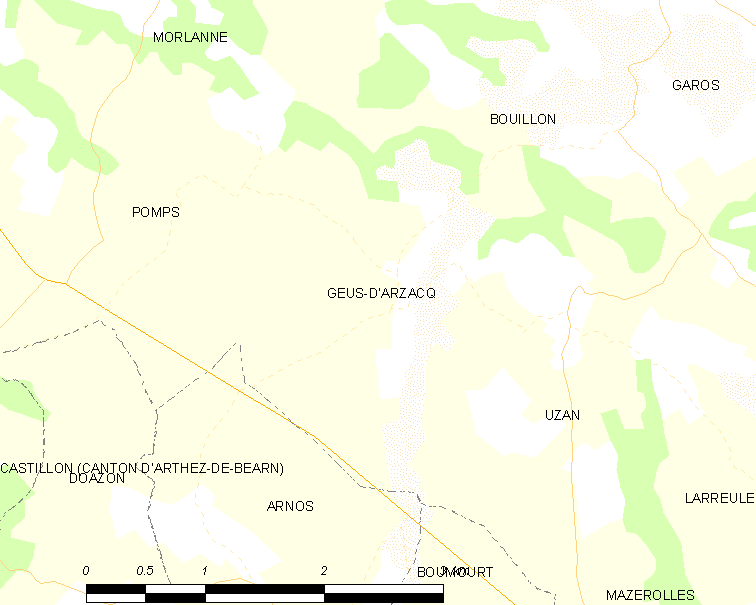
Карта коммуны